# ميستريتا
ميستريتا (بالإيطالية: Mistretta)‏ هي بلدية في مقاطعة ميسينا في صقلية الإيطالية.

## السكان
في سنة 1861 بلغ عدد السكان 11٬632 نسمة، وتطور العدد ليصل في سنة 2011 لـ 5٬014 نسمة.
يظهر هذا المخطط البياني تطور النمو السكاني لـ ميستريتا